# 宝石広場
宝石広場（ほうせきひろば）は、株式会社ユーズカンパニーが運営する高級機械式時計、ジュエリーの
販売、買取、メンテナンスを行う専門店。東京都渋谷区宇田川町に本店、新宿東口に買取専門ショップ、新橋銀座口に買取専門ショップの３店舗
がある。

## 概要
- 1963年 - 世田谷区粕谷の杉本商店として開業。
- 1992年5月 - 株式会社ユーズカンパニー設立。宝石広場として営業を開始｡
- 2009年12月 - 新宿３丁目に買取専門ショップを開店｡
- 2016年10月 - 新橋２丁目に買取専門ショップを開店｡

## 特徴
高級機械式時計とジュエリーを並行輸入で販売。
また自社で買取をした商品を、自社のメンテナンス部門で整備を行い中古品の販売も行っている。
在庫量は約３０００点と日本国内でも有数の在庫量を誇る。

## 店舗
- 渋谷本店

〒150-0042 東京都渋谷区宇田川町28-3 A2ビル
3F→販売フロア
4F→買取・メンテナンス受付
- 新宿買取ショップ

〒160-0022 東京都新宿区新宿3-23-1 新宿ターミナルビル2F
- 新橋買取ショップ

〒105-0004 東京都港区新橋2-18-3 胡萩堂ビル2F

## 外部サイト
- 宝石広場（販売サイト）
- 宝石広場（買取サイト）
- 宝石広場（修理サイト）